# 日本とウクライナの関係
日本とウクライナの関係（にほんとウクライナのかんけい、ウクライナ語: Українсько-японські відносини、英語: Japan–Ukraine relations、日宇関係）は、19世紀の百科事典『古事類苑』で、ウクライナ人がロシア帝国によって領土が奪われたコサックとして記述されているのをもって端緒とする。
ウクライナはロシア帝国の支配下にあったため、民間の交流は日露関係の影響を受けていた。20世紀においてウクライナ人は、日露戦争と日ソ戦争に参加し、極東ロシアの植民地化に加担する一方で、日本と秘密裏の交渉を行い、日本の支援のもとで沿海州におけるウクライナ人の居住地区（緑ウクライナ）をロシアから独立させようと計画した。1991年にウクライナが独立を果たすと、同年12月28日に日本国政府はウクライナを国家として承認し、1992年1月26日には両国間の外交関係が設立された。2008年に入ってからは、インベストウクライナ、ウクライナ日本センター、日本貿易振興機構などの団体が主催する定期的な交流が行われるなど、ウクライナと日本の関係は改善している。ウクライナ紛争以降の両国関係は、歴史上で最も高いレベルとなっている。

## 両国の比較
|             | ウクライナ | 日本                           | 両国の比較                |
| ----------- | --- | ------------------------------ | ------------------------- |
| 人口        | 4159万人（クリミアを除く）（2021年）                                                                             | 1億2614万6000人（2020年）      | 日本はウクライナの約3倍   |
| 国土面積    | 60万3700平方キロメートル                                                                                         | 37万7975平方キロメートル       | ウクライナは日本の約1.6倍 |
| 首都        | キーウ（キーウ）                                                                                                 | 東京                           |                           |
| 最大都市    | キーウ（キーウ）                                                                                                 | 東京都区部                     |                           |
| 政体        | 議会共和制 | 議院内閣制 立憲君主国          |                           |
| 公用語      | ウクライナ語 | 指定なし（事実上：日本語）     |                           |
| 国教        | なし 伝統的宗教としてウクライナ正教及び東方カトリック教。 その他、ローマ・カトリック教、イスラム教、ユダヤ教等。 | なし                           |                           |
| GDP（名目） | 1555億8200万米ドル（2020年）                                                                                     | 5兆648億7300万米ドル（2020年） | 日本はウクライナの約33倍  |

## 歴史

### 最古の記録
日本における最古の記録として、明治政府が編纂した百科事典『古事類苑』（1896年-1914年）がある。この事典の項目「外交部二十一 露西亞上」には、ロシア帝国の説明とともにウクライナ・コサックについての記述がある。

### 日露戦争

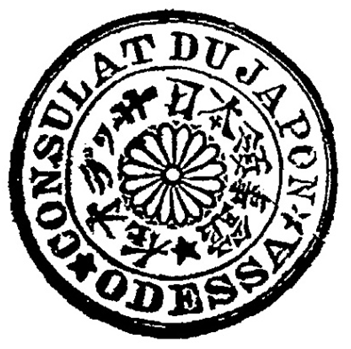
オデーサの日本領事館の印章

外交面での最初期の出来事として、ロシア帝国時代の1902年にオデーサに日本領事館が設置された。当時の日本とロシアは朝鮮半島をめぐって緊張が高まっており、日本政府は黒海艦隊の動向を知るためにオデーサを重要と見なして総領事館を設置した。飯島亀太郎が領事に着任し、飯島は日本産の商品の宣伝や、現地商人との商談を行ったが、1904年の日露戦争の開戦によって領事館は閉鎖された。
日露戦争において、1904年から1905年にかけて多くのウクライナ人がロシア帝国側に参加させられた。ウクライナ出身者が最も多かったのはロシア帝国陸軍第10軍団であった。その軍団は、第9ポルターヴァ歩兵師団と第31ハルキウ歩兵師団から編成され、1904年の春にキーウ軍管区から満州へ送られた。しかし、戦闘中に軍団は多くの死傷者を出して軍管区へ帰還された。1905年の春にオデーサ軍管区から第15歩兵師団と第4狙撃兵旅団が戦地へ送られたが、その時には既に終戦していた。日露戦争に参加したロシア帝国軍の兵卒の中では、ウクライナ出身者よりロシア極東に居住していたウクライナ系移民の方が多かった。彼らはアムール・コサック、シベリア・コサック、ザバイカル・コサックの諸軍に編成され、日本陸軍と交戦した。
また、ロシア帝国軍の将校には旧ザポーロジャ・コサック出身者がいた。例えば、ロシア満洲軍総司令官を務めたチェルニーヒウ県の貴族ミコーラ・リネーヴィチ大将、クバーニ・コサックとドン・コサックから編成された混成コサック師団の司令官を務めたパウロー・ミーシチェンコ大将、第2シベリア軍団の司令官ムィハーイロ・ザスーリチ中将、第10陸軍軍団の司令官カピトン・スルチェーウシキー中将、ザバイカル・コサックの隊長で、後に1918年に独立したウクライナ国の首脳となるパウロー・スコロパードシキー少佐などであった。さらに、日露戦争においてロシア側の最大の英雄と称されたロマーン・コンドラテーンコ中将もウクライナ系の人物であった。

### ロシア革命
のちに首相となる芦田均は、ロシア革命が起きていた1918年にキーウを訪問し、ソヴィエト連邦成立後の1928年にオデーサなど黒海周辺をめぐった。芦田はオデーサの様子を見て、港に船がなく革命前よりも生活水準が低下したと記録している。当時はヨシフ・スターリン政権によるホロドモールの前兆が始まっており、農産物の輸出が止まっていた時期にあたる。
19世紀末からウクライナ本土からの移民が活発化した影響で、極東の沿海州とアムール州ではウクライナ系の住民が地域人口の約半数となった。外満州のウクライナ系住民は自分たちが暮らす土地を緑ウクライナ（ゼレーヌイ・クリン）とも呼んだ。他方、ロシア革命によって満州や樺太南部に逃れるウクライナ系住民もいた。

### ウクライナ独立運動
1917年にウクライナ人民共和国が成立した際には、日本は大使館員をキーウへと派遣した。1920年代にプラハで結成されたウクライナ軍事組織（UVO）は、ウクライナ西部をポーランドから独立させるために活動していた。UVOがナチス・ドイツの協力を得て西ウクライナ人民共和国を建国した際、リヒャルト・ヤリが日本担当の在外代表を務めた。しかしゲシュタポは最終的にウクライナ独立を許さず、ヤリは拘束された。日本政府はUVOについての情報を収集しており、臼井茂樹と後任の馬奈木敬信がベルリンで接触をした。UVOを支援していた在米ウクライナ人組織については、在米日本公館が情報を収集し、独立運動団体について報告していた。ルシン人による独立運動カルパト・ウクライナについては、独立宣言の前から日本政府の外交当局が関知していた。カルパト・ウクライナの外交部代表だったユリヤン・ヒミネツは、ベルリンの日本大使館と接触し、独立運動への支援を期待した。

### 満洲、樺太
ロシア革命によって多数の亡命者が世界各地に滞在し、ハルビンはベルリン、パリ、ベオグラードと並ぶ4大亡命地の1つとなった。満州や樺太南部に逃れた白系ロシア人にはウクライナ系住民もおり、日本人との交流も行われた。満洲国成立後のハルビンにもウクライナ人が暮らし、満洲帝国ウクライナ人居留民会をはじめとする団体がウクライナ語の出版物を刊行した。『遠東雑誌』は極東のウクライナ人の情報を世界各地に広めることを目的として、ウクライナ東洋学者協会が中心に編集した。協会の会長フョードル・ダニレンコは当地のウクライナ人社会のリーダーで、小説家としても活動した。ハルビンのウクライナ語の新聞には『満洲通信』もあり、これらの出版物はハルビン特務機関や日本当局が関与した可能性がある。
日本が関東軍を編成する際には、満州のロシア人コミュニティから2つの部隊が作られた。1938年に作られた部隊は浅野節を隊長とする通称浅野部隊で、ハルビン近郊の第二スンガリー駅の兵舎に駐屯した。1945年に作られた部隊はI・A・ペシュコフが隊長を務めた。

### シベリア抑留
第二次世界大戦後、バフムートに第415収容地区（グラーグ）、ザポリージャに第100収容地区、ドニヤークに第217収容地区、ドニプロに第315収容地区、リンチャンスクに第125収容地区が設置され、シベリア抑留を受けた日本人捕虜が収容された。このうち第415収容地区の収容者は、北朝鮮の平壌市付近で武装解除させられた日本兵で約4000人で、1946年7月頃、船とシベリア鉄道で1ヶ月以上かけて遠路移送されてきた。日本人捕虜は都市の建設事業、道路の敷設、石炭及び金属企業内などで強制労働に従事した。厳しい労働環境、貧しい食事による栄養失調と飢餓で倒れる者も多く、1年後の1947年7月頃には約3600人に減少した。

### 日本国憲法
1946年に日本国憲法の草案が執筆された際、ベアテ・シロタ・ゴードンは人権条項を担当した。ベアテは両親が在日ウクライナ人で、少女時代を日本で暮らした経験があった。アメリカ国籍を取得し、終戦後に日本へ帰ろうとしたが、民間人は占領国へ行くことが認められなかった。そこで連合国軍最高司令官総司令部（GHQ）に所属して訪日し、両親と再会した。ベアテは憲法草案で第24条の両性の平等の条項などの起草を担当したが、半世紀ほど公表せず、1995年から講演や著書でこのことを明らかにしている。なお、ベアテの父親のレオ・シロタはピアニストで、日本の音楽教育に貢献した人物だった（後述）。

### 外交関係の樹立
1991年のソ連崩壊によってウクライナは独立を果たし、日本政府は同年12月28日にウクライナを国家承認した。1992年1月26日には外交関係が樹立し、1993年に日本大使館、1994年にウクライナ大使館が設置された。1995年にはレオニード・クチマ大統領がウクライナ大統領として初の訪日を行った。

## 経済的関係
ウクライナの独立後、日本の商社が相次いでキーウに事務所を設立した。ウクライナは重工業国でもあったが、独立後は経済が落ち込んだ点が影響して1990年代の貿易は低調だった。2000年代に入るとウクライナ経済の成長によって消費ブームが起き、日本の乗用車販売が急増して日本の対ウクライナ輸出は拡大した。ウクライナが日本へアルミニウム、鉄鉱石、穀物などを輸出し、日本がウクライナへ鋼管や自動車を輸出する関係が築かれた。2007年の世界金融危機によってウクライナ経済は打撃を受けて輸出は縮小したが、その後も乗用車は日本からの輸出の中心となっている。ウクライナからの輸出はタバコが6割強を占めている。
2009年3月25日には、ユリア・ティモシェンコ首相が訪日し、麻生太郎首相と会談した。共同声明では、貿易、投資、省エネなどの分野での協力を歓迎するとともに、最近の経済危機の影響などについて話し合った。
京都議定書に署名している日本は、2008年7月15日に、国連の気候変動条約で定められた目標を達成するために、ウクライナから温室効果ガスの排出枠を買い取ることで合意した。2009年3月26日、この合意は確定した。
日本は1998年から2009年までの間に430万ドル以上の資金援助を行い、1億5,180万ドル以上の助成金を提供している。代表的な経済支援としてボリースピリ国際空港の新ターミナル建設があり、円借款の第1号として行われた。
ロシア侵攻の避難民に経済的な支援をする民間団体は、日本財団が最大となっている。2024年には官民が56の協力文書を交わし、渡航制限の緩和や租税条約の締結、投資協定の交渉などが進められることになった。日本商工会議所はウクライナ商工会議所との連携によってウクライナ復興・ビジネス交流会を開催し、日本企業は鉄鋼、建設、商社など約60社、ウクライナ企業はエネルギー、農業・食料、ITなど約27社が参加して講演や交流会が行われた。

## 政府間関係

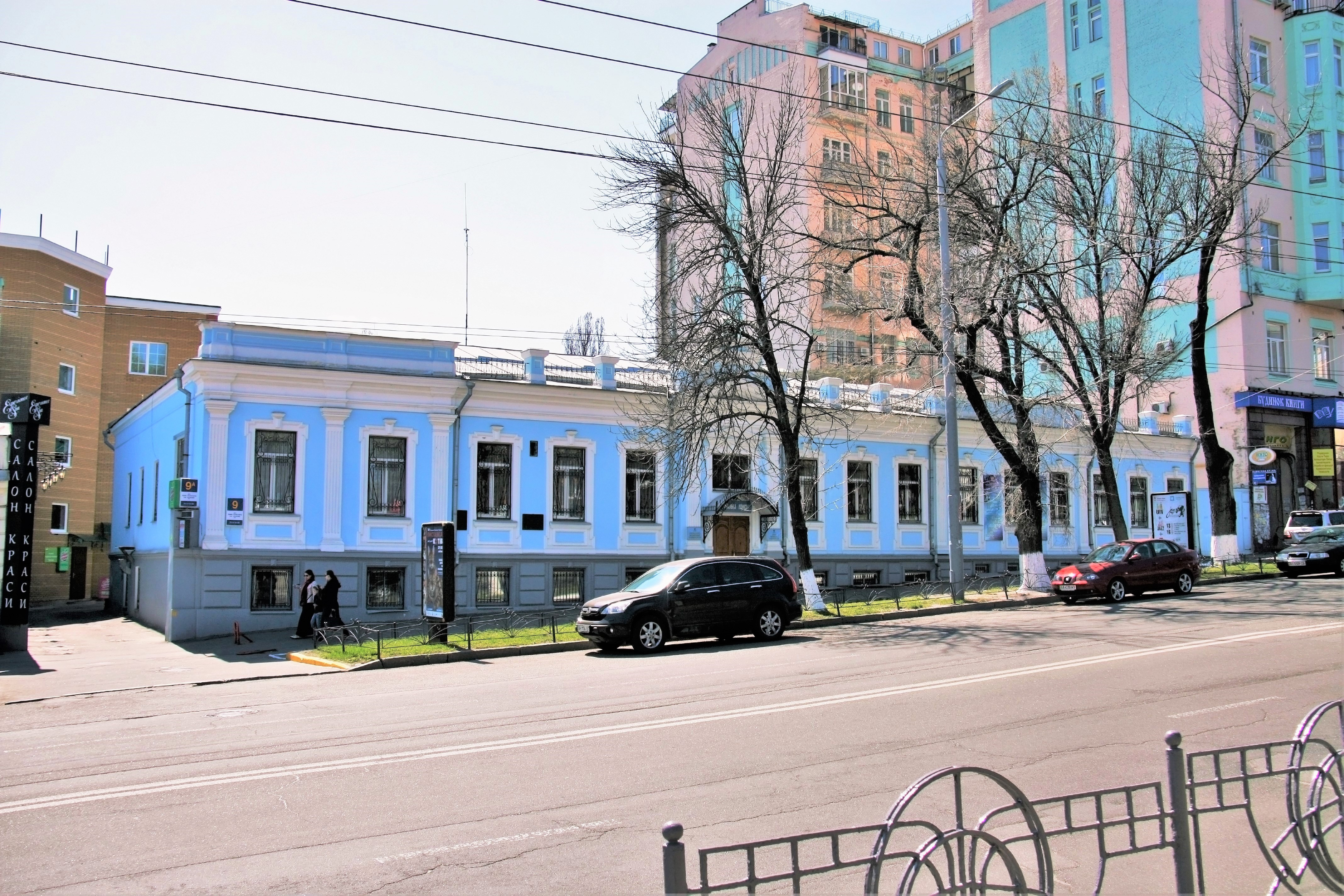
キーウの在ウクライナ日本公館の旧館

### 非核化
ウクライナ最高会議のヴェルホーヴナ・ラーダは、1990年に非核3原則の「受け入れない、作らない、手に入れない」を含む主権宣言を採択した。1991年の非核化に関する最高ラーダ声明では、ウクライナ領内に暫定的に置かれていたソ連製核兵器の廃絶を宣言した。ウクライナ政府は、核兵器廃絶の理由としてチョルノービリ原子力発電所事故の経験をあげて核廃絶を訴えた。
1992年のミュンヘンサミットでは、日本を含めたG7の決定で非核化支援が始まった。これは旧ソ連の核兵器を安全に廃棄するための支援事業で、核セキュリティの強化などが行われた。1994年に日本とウクライナは核兵器廃棄協力協定を締結し、核物質管理、解体作業員用の医療機器供与、専門家の調査・交流を行った。

### 基本価値の共有
ウクライナのオレンジ革命（2004年）を受けて、日本政府は民主化の進展に協力し、欧州安全保障協力機構（OSCE）の選挙監視団を派遣した。2005年7月のヴィクトル・ユシチェンコ大統領の訪日時には、民主化についての基本価値の共有を両国で確認した。

### 原子力災害への協力
2005年にユシチェンコ大統領が訪問した際、チョルノービリの除染プログラムなどについて話し合った。日本政府は個人や地域の保護と能力強化を重視し、人間の安全保障アプローチによる支援を行った。
2011年に東日本大震災が起きた際、ウクライナは支援として地震発生直後に物資を送り、福島第一原子力発電所事故のために放射線サーベイメーターや個人線量計などを供与した。2012年に両国は原発事故後協力協定を締結し、経験共有や研究協力の協議が行われている。

### 2014年ウクライナの主権についての日本政府の支持
2014年のクリミア危機への対応として日本政府は「ロシアはウクライナの領土的完全性と主権を侵害している」とロシアを批判した。日本政府は対露制裁として、ロシアや東部の武装勢力の関係者について、査証発券の停止や資産凍結などを行った。しかしながら制裁の内容は実質的な効果がないように計算されており、日本政府は日露関係を危機にさらしたくなかったという指摘もある。また、ウクライナが国際通貨基金（IMF）の改革の受け入れに同意した場合には、15億ドルの金融支援を提供すると表明した。
その他の支援として、日本政府は東部の紛争への人道支援、財政の安定、インフラ整備、改革推進の開発支援など2国間として最大規模の18.6億ドルのプロジェクトを行った。

### 日本におけるウクライナ年・ウクライナにおける日本年（2017年）
2016年のポロシェンコ大統領の訪日時に、2017年を「日本におけるウクライナ年」とすることで合意し、大統領令で「ウクライナにおける日本年」が定められた。これを機会として、ウクライナ人の査証緩和が行われ、JICA事務所が設置された。これを記念して、さまざまなイベントが開催された（後述）。

### 2022年ロシアのウクライナへの軍事侵攻時
2022年2月24日にロシアが開始した軍事侵攻によって被害に遭うウクライナを援助するため、日本政府は、1億ドル規模の円借款（約115億円相当）並びに、UNHCRやユニセフなど国際機関と協力し、1億ドルの緊急人道支援を行うことを決めた。また、日本におけるウクライナ避難民受け入れの方針を表明した。
2024年10月、ウクライナ政府は兵庫県神戸市中央区の神戸学院大学ポートアイランドキャンパスに名誉領事館を開設した。日本とウクライナ間の交流促進を目的としており、旅券発給などの業務は行わない。

### 政府関係者の往来

#### 来宇
- 1996年7月 - 池田行彦外務大臣[62]
- 1997年8月 - 斎藤十朗参議院議長[62]
- 2003年8月～9月 - 川口順子外務大臣[62]
- 2006年5月 - 日・ウクライナ友好議連[62]
- 2006年6月～7月 - 麻生太郎外務大臣[62]
- 2011年9月 - 横路孝弘衆議院議長[62]
- 2013年8月 - 岸田文雄外務大臣[62]
- 2014年7月 - 岸田文雄外務大臣[62]
- 2014年8月 - 茂木敏充経産大臣[62]
- 2015年6月 - 安倍晋三総理大臣[62]
- 2015年9月 - 日ウクライナ友好議員連盟代表団[62]
- 2019年9月 - 衆議院欧州各国憲法及び国民投票制度調査議員団[63]
- 2023年3月 - 岸田文雄総理大臣[64]

- 2023年9月 - 林芳正外務大臣[65]
- 2024年11月 - 岩屋毅外務大臣[66]

#### 訪日

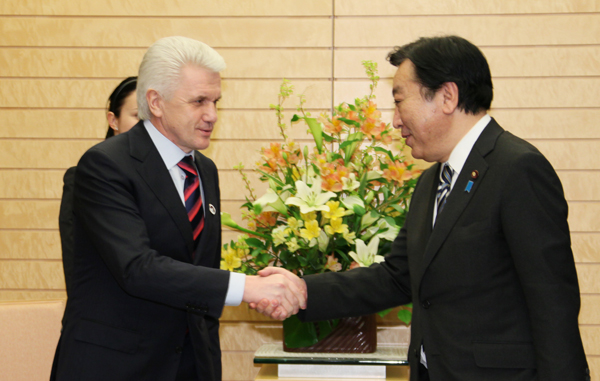
ウクライナの最高会議議長ヴォロディミル・リトヴィン（左）と日本の内閣総理大臣野田佳彦（右）（2012年3月9日）。最高会議は「ヴェルホーヴナ・ラーダ」と呼ばれ、日本の国会に相当する

- 1995年3月 - レオニード・クチマ大統領[50][62]
- 2005年7月 - ヴィクトル・ユシチェンコ大統領[50][62]
- 2008年3月 - ヴォロディームィル・オフルィーズコ外相[62]
- 2009年3月 - ユリア・ティモシェンコ首相[62]
- 2011年1月 - ヴィクトル・ヤヌコーヴィチ大統領[62]
- 2012年3月 - ヴォロディミル・リトヴィン 最高会議議長[62]
- 2015年3月 - パウロ・クリムキン外相[62]
- 2015年4月 - 最高会議議員団[62]
- 2016年4月 - ペトロ・ポロシェンコ大統領[62]
- 2017年6月 - ウクライナ・日本友好議員連盟一行[62]
- 2017年2月～3月 - アンドリー・パルビー 最高会議議長[62]
- 2019年10月 - ウォロディミル・ゼレンスキー大統領[62]
- 2023年5月 - ウォロディミル・ゼレンスキー大統領[67][68]
- 2023年9月 - ルスラン・ステファンチュク最高会議議長[69]

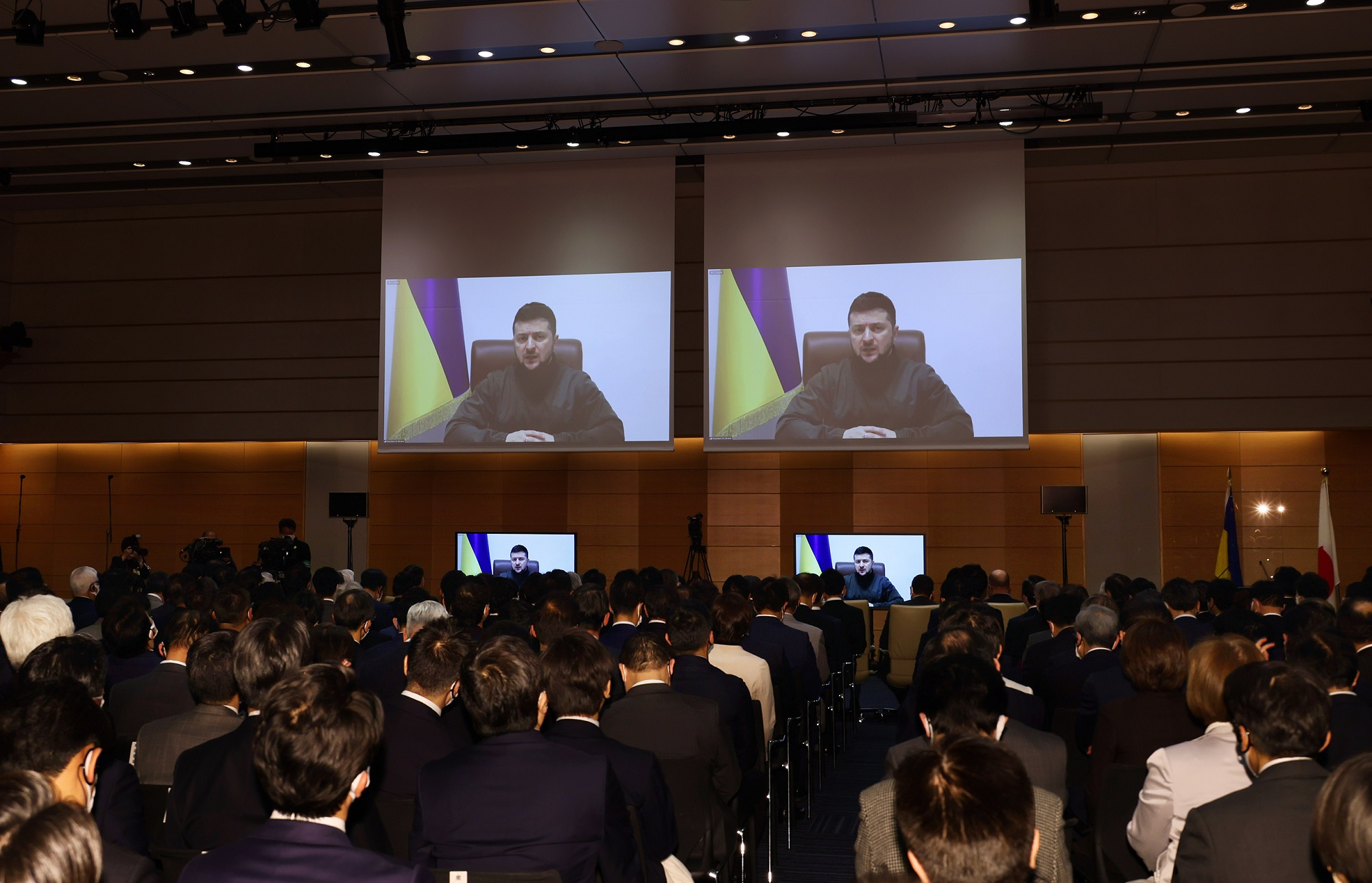
2022年3月23日、ゼレンスキー大統領のオンラインによる国会演説

2022年3月23日、ゼレンスキー大統領は衆議院議員会館にある国際会議室と多目的ホールでオンライン演説を行った。海外の要人の国会演説では初めてオンライン形式によるものだった。ウクライナ語で話す演説の内容は、在日ウクライナ大使館の同時通訳で伝えられた。

### 大使

#### 在日ウクライナ大使
1. ミハイロ・ダシケヴィチ（ウクライナ語版）（1995年～1999年、信任状捧呈は2月15日[74]）
2. ユリー・コステンコ（ウクライナ語版、英語版）（2001年～2006年、信任状捧呈は6月5日[75]）
3. ヴォロディーミル・マクハ（ウクライナ語版、英語版）（2006年、信任状捧呈は7月26日[76]）
  - （臨時代理大使）オレグ・シャラパ（2006～2007年）
4. ミコラ・クリニチ（ウクライナ語版）（2007～2013年、信任状捧呈は4月23日[77]）
  - （臨時代理大使）エフゲン・プリャスキン（2013年）
5. イーホル・ハルチェンコ（2013～2020年、信任状捧呈は4月11日[78]）
  - （臨時代理大使）ユーリイ・ルトビノフ（2020年）
6. セルギー・コルスンスキー（2020年～、信任状捧呈は11月19日[79]）

## 外交問題
2022年3月1日、ウクライナ日本大使館がロシアと戦う日本人を「義勇兵」としてTwitter上にて募集。約70人の日本人が戦争参加へ志願した。
同年3月16日、ゼレンスキー大統領が米議会で行った演説で、「真珠湾攻撃を思い出して欲しい。あのおぞましい朝のことを」と訴え、ロシアのウクライナ侵攻を、1941年の日本軍による真珠湾攻撃になぞらえた。日本のネットユーザーからは批判があがり、日本では国会のリモート演説で真珠湾に触れないよう要望が出された。同年同月23日、ゼレンスキー大統領が23日午後6時（ウクライナ時間午前11時）から、日本の国会でオンライン演説を行い、ウクライナ政府への追加支援を呼びかけた。
同年4月1日、ウクライナ政府は公式Twitterにて「現代ロシアのイデオロギー」と題した動画を投稿した。ユダヤ人大量虐殺（ホロコースト）を行ったナチス・ドイツの独裁者ヒトラーやイタリアのファシズム指導者ムッソリーニと共に昭和天皇の顔写真を並べ、「ファシズムとナチズムは1945年に敗北した」と記した。同年同月の24日、「昭和天皇をヒトラーと同一視した」などと批判が高まった事態を受け、動画から昭和天皇の顔写真を削除、Twitterで謝罪した。
同年4月12日、日本の公安調査庁は「アゾフ大隊はネオナチ」と長年に渡り掲載していた記事を削除。公調は「8日にHPで示した以上の見解はない」とした。
同年4月25日、 Twitterで「困難な時に揺るぎない支援に感謝する」などとして、米国やドイツなど約３０か国の国名を挙げた動画を公開したが、日本は含まれなかった。 動画では、画面に流れる国名の中に「日本」が含まれていないとして、国会議員などから異議を唱える声が上がっていた。 在日ウクライナ大使館は同年同月27日、動画で表示される支援国に「日本」が追加された新たな動画をTwitterでシェアした。

## 地方公共団体レベルの交流
| 2022年ロシアのウクライナ侵攻の際にウクライナを応援するためにウクライナ国旗の青色と黄色にライトアップした東京都庁舎（2022年3月2日撮影） |  | ウクライナを応援するために青色と黄色にライトアップされた愛知県岡崎市の明代橋（2022年3月12日撮影） |
| 2022年ロシアのウクライナ侵攻の際にウクライナを応援するためにウクライナ国旗の青色と黄色にライトアップした東京都庁舎（2022年3月2日撮影） |  | ウクライナを応援するために青色と黄色にライトアップされた愛知県岡崎市の明代橋（2022年3月12日撮影） |

2022年3月、ロシアによる侵攻の事態を受けて東京都は小池百合子都知事の判断により都庁横断的に取り組むことにし、ウクライナ避難民のための相談窓口を開設した。ウクライナ語、ロシア語、英語、やさしい日本語で対応し、東京で安心して生活するのに必要な情報を提供し、詳しい相談の相手を案内する。ウクライナから避難してきた人が住むために都営住宅をまず100戸用意しており、最大で700戸まで対応可能な状態にした。

### 姉妹都市
- 京都市 - キーウ市（旧ソ連時代の1971年9月7日に提携、ソ連崩壊後も継承）[93]
- 横浜市 - オデーサ市（旧ソ連時代の1965年7月1日に提携、ソ連崩壊後も継承）[94]

### 友好協力都市
- 大阪市 - ドニプロ市（2022年7月15日に締結）[95]

## 民間交流

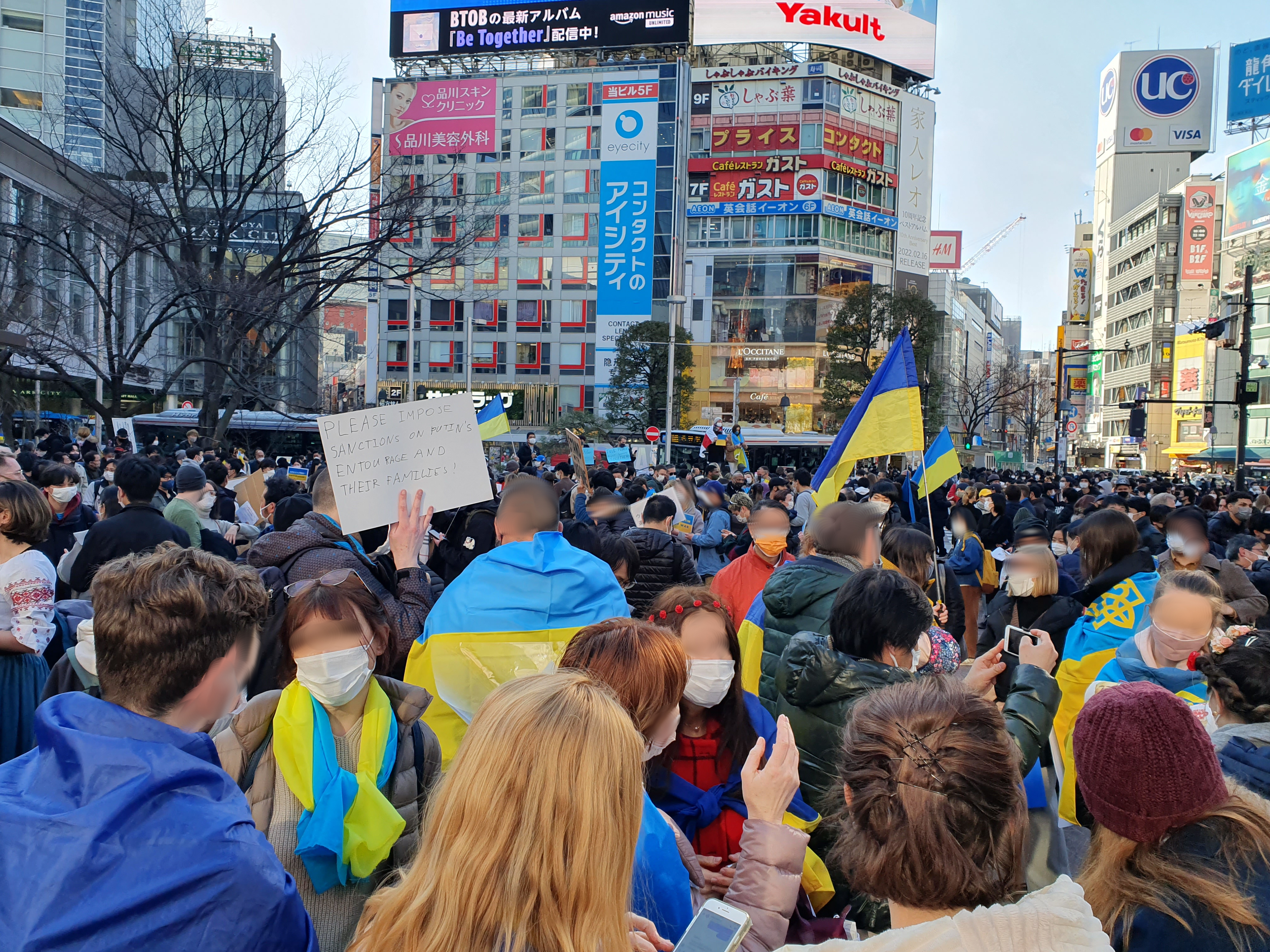
ロシア侵攻への抗議とウクライナ支持をする日本での集会

### 文化交流団体
キーウ工科大学には、JICAによってウクライナ日本センター（UAJC）が設立され、「ウクライナの経済成長に資する人材の育成」と「ウクライナ・日本両国の社会・経済・文化面における交流関係促進」を目的とした。JICAのプロジェクトは2011年に終了し、以後は国際交流基金によって運営されている。日本語教育と文化交流事業を中心とし、併設された図書館には約12000冊の蔵書がある。2022年からはロシア侵攻によって休講を挟みつつ、オンラインのコースを再開した。来館者数は次第に回復し、2022年9月時点で1日あたり約300人となった。ウクライナには他にもさまざまな民間の文化交流団体があり、2018年時点でテルノーピリの「ダルマ」（達磨）、ムィコラーイウの「タチカゼ」（太刀風）、ドニプロの「フドウシンカン」（不動心館）などがある。

### 住民
2018年時点で在ウクライナ日本人は約200名で、キーウに日本商工会が組織されている。2021年時点で在日ウクライナ人は1858人となり、その後のロシア侵攻によって日本のウクライナ人コミュニティは増加している。居住地域は東京、横浜、大阪、京都、名古屋に集中しており、基本的に大都市に多い。主な移住の理由としては、就労、教育、家庭環境がある。日本人は2014年のウクライナ紛争が始まるまで、ロシアとウクライナの違いを認識していなかった者が多かった。在日ウクライナ人への調査によれば、ほぼ全ての回答者が、ウクライナとロシアの違いを説明した経験がある。
ロシアによるウクライナへの侵攻は、ウクライナ人にとって歴史上最大の人道的危機となっている。法務省によれば、2022年9月時点で日本への避難民は1800人以上で、それまでの在日ウクライナ人の総数に迫る数となっている。2022年9月時点で日本の大学の51校がウクライナ人学生の無償受け入れを表明し、資金確保のためにクラウドファンディングなどが活用されている。
在日ウクライナ人の公式組織は、2022年8月時点で4団体ある。NPO法人日本ウクライナ友好協会KRAIANY、一般社団法人ジャパン・ウクライナパートナーズ、NPO法人日本ウクライナ文化協会（名古屋が拠点）、福岡県ウクライナ協会となっている。2007年にはウクライナ正教会が東京に設立された。

### ウクライナにおける日本年
2017年は「ウクライナにおける日本年」として、ウクライナ全土で合計80件のイベントが開催された。文化交流では日本文化の展示や講演、ワークショップ、シンポジウムなどが行われた。映画祭、民芸品とモダンアート展示、漫画ワークショップ、武道・茶道・書道・折り紙、日本語教室などもあった。また、日本とウクライナの協力分野として「福島・チェルノブイリ」の交流もテーマとなった。

### ホロドモール追悼
スターリン政権時代の1930年代、ウクライナおよび在ロシアウクライナ人が多く住んでいたロシア領クバン地域でソ連邦当局によって人為的な大飢饉が引き起こされた（ホロドモール）。1929年からソ連に滞在していた正兼菊太はホロドモール当時のウクライナでスパイ活動をしており、のち1935年に当時の様子を語っている。
この大飢饉から90年後となる2022年11月26日、東京都港区の日本聖公会聖オルバン教会で合同祈祷式が執り行われ、キリスト教諸派の司祭やセルギー・コルスンスキー駐日ウクライナ大使が一堂に会し、かつての大飢饉犠牲者を追悼すると共に現在ロシア軍に国土を蹂躙されているウクライナが平和を取り戻すための祈りを捧げた。

### 語学
初めてのウクライナ語・日本語辞典として、1944年に刊行された『ウクライナ・日本語辞典』（УКРАЇНСЬКО-НІППОНСЬКИЙ СЛОВНИК）がある。著者はアナトリ・ジブローワとワシーリ・オジネツ、編纂は保田三郎で、収録語数は約11000語だった。
ソ連時代は外国語教育が統制下にあり、ウクライナで日本語教育が始まったのは1990年のキーウ国立言語大学附属東洋語大学からだった。次に国内の主要大学でも始まり、1994年には7つの大学を含む22機関で行われるようになった。日本語教師にはウラジオストクの極東国立大学やレニングラード大学の日本語研究者らが参加し、サハリン残留の日本人でウクライナに抑留経験のある人物もいた。日本からの教師派遣や日本人留学生の協力もあって整備が進められた。
当初の日本語教師の派遣はJICAと国際交流基金が担当しており、ソ連崩壊後は日本外交協会が加わって、NIS諸国派遣日本語教育専門家（通称NIS日本語教育専門家）の派遣を行った。ウクライナ独立後の1996年に初の専門家がキーウ大学に派遣された。キーウ大学では2000年から日本語講座が毎年開講されるようになり、国内のインターネット普及で日本からの情報取得も始まった。2005年には日本語能力試験がウクライナでも受験可能になり、2006年にJICAのウクライナ日本センターが活動を開始し、市民向けの日本語教育も提供された。当時のウクライナの日本語学習者の関心は、日本の伝統文化、サブカルチャー、留学や就職、同じ被爆国としての共感などだった。ウクライナの日本語学習者の数は、1993年-1994年の731人から2018年の2174人となっている。
日本のウクライナ語教育機関は、2022年8月時点で3つの日曜学校がある。東京のジェレルツェとホロバチョク、名古屋のベレヒーニャの3校となっている。2023年秋から神戸大学で一般教養課程としてウクライナ語の講義が始まった。

### 舞台芸術、音楽
日本人がウクライナ文化に触れる最初期の機会となったのは、カルメリューク・カメンスキーのウクライナ劇団の訪日だった。この劇団は1915年にウラジオストクで芸術座と共演したことがきっかけで1916年に日本公演を行い、神戸、東京、横浜で好評を呼んだ。劇団員は民族衣装のヴィシヴァンカを着て、日本で初めてウクライナの民謡・舞踊を演じた。
作曲家の山田耕筰は、1918年にニューヨークでセルゲイ・プロコフィエフに会った。プロコフィエフはドネツク州出身で革命を避けてアメリカに渡ったところで、この縁がもとで山田は1931年にキーウで演奏会と講演会をした。キーウ出身のピアニストのレオ・シロタはハルビンで山田と知り合い、山田の招きで1929年に訪日して東京音楽校（現・東京芸術大学音楽学部）の教授として15年間日本に滞在した。

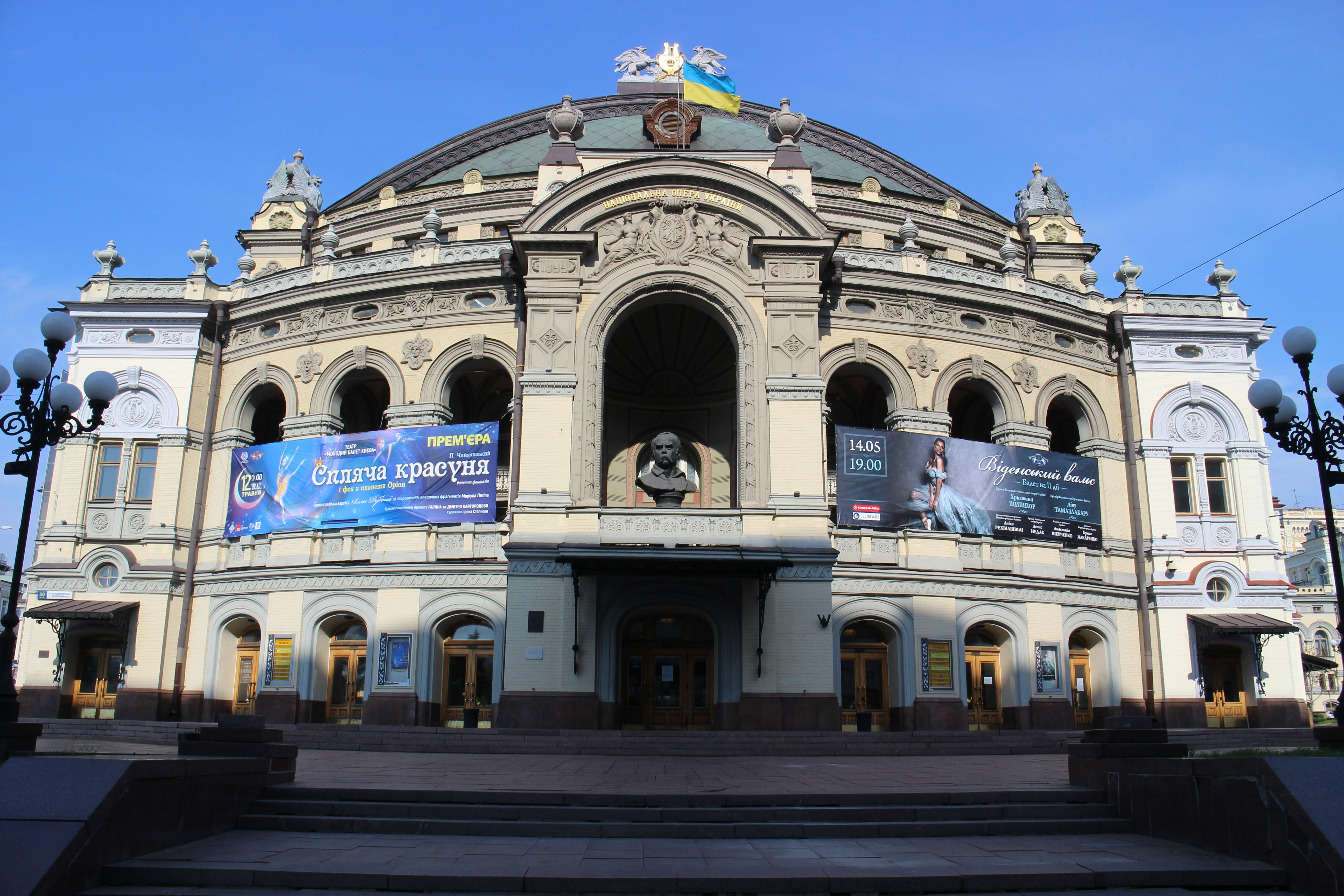
ウクライナ国立歌劇場

ウクライナのバレエ、オペラ、オーケストラは訪日公演が盛んであり、2022年8月時点で合計527公演を数える。ウクライナ国立歌劇場のウクライナ国立バレエ、キーウ・オペラ、ウクライナ国立歌劇場管弦楽団は、光藍社の招聘により定期的に公演を行なっている。2022年のロシア侵攻後は公演中止が検討されたが、団員の希望によって「キーウ・バレエ・ガラ2022」が実現した。キーウ国立バレエのソリスト経験を持つ寺田宜弘は2022年から芸術監督に就任し、侵攻後初となる公演を指揮した。キーウ国立バレエ学校と寺田バレエ・アートスクールは、姉妹校としてバレエの文化交流を行なっている。オデーサでも交流が盛んであり、寺田翠や大川航矢がオデッサ・オペラ・バレエ劇場のバレエ団に所属経験がある。また、吉田裕史は同劇場の首席客演指揮者に就任した。
ウクライナ出身の音楽家ナターシャ・グジーは、2000年代から日本で活動し、民謡をはじめとするウクライナ音楽を演奏している。ウクライナと日本の相互理解への功績により、2016年に外務省から外務大臣表彰を受けた。

### スポーツ

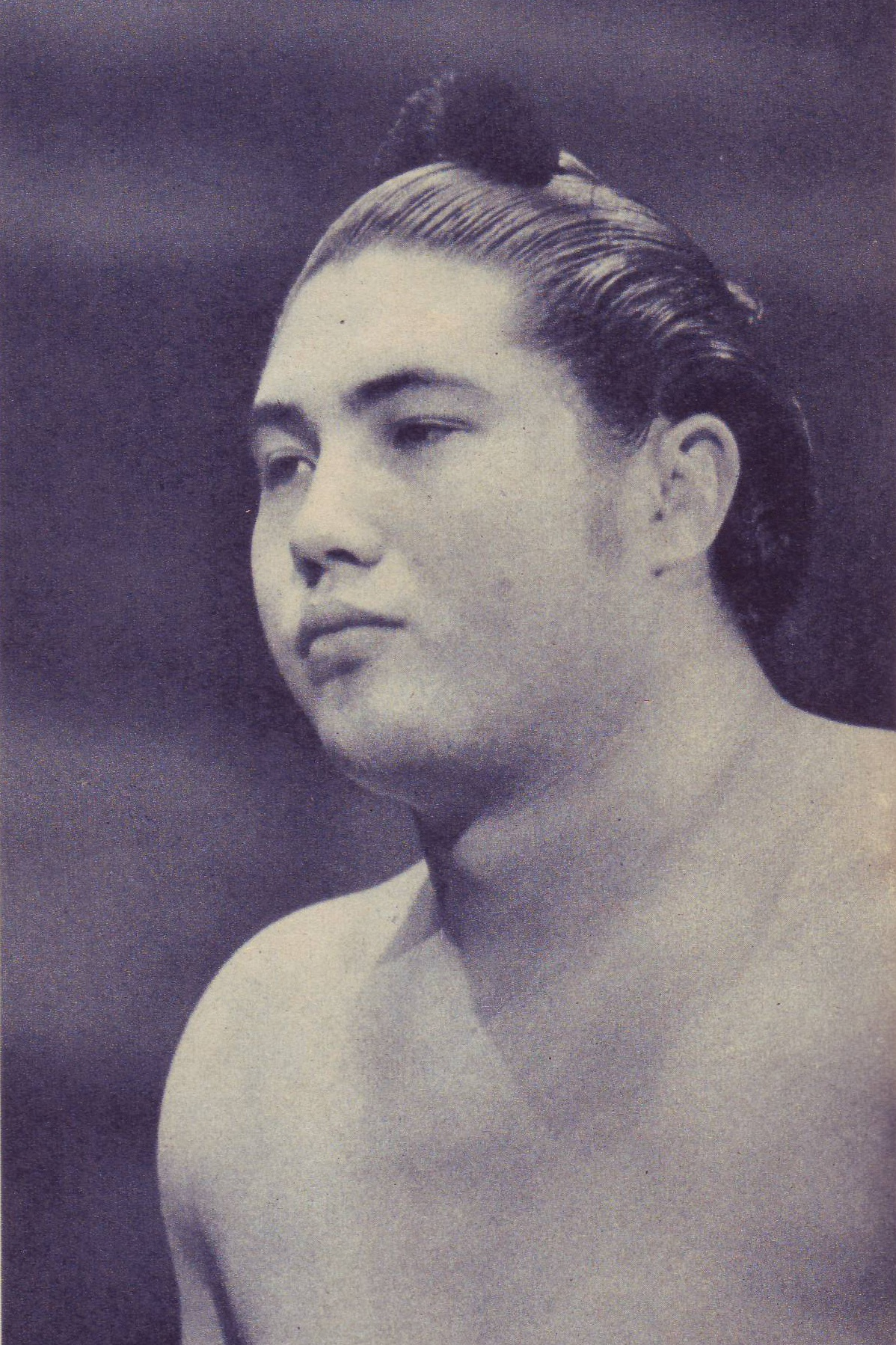
ウクライナ出身の父を持つ大鵬。のちに父の故郷ハルキウを訪問した

ウクライナで武術をする人々は2018年時点で150万人おり、日本の武道の人気が高い。ウクライナ武術ポータルのアンケートによれば、最も勤しんでいる武術は空手道の26.7%で、他にも柔道、柔術、合気道が10位内に入った。
元横綱の大鵬幸喜の父は、ハルキウ出身のマルキャン・ボリシコだった。ボリシコはロシア革命を逃れてポルタヴァ県から樺太南部に移住し、納谷キヨとの間に幸喜が生まれた。ソ連の樺太侵攻によってボリシコは逮捕され、それ以後は幸喜と会えずに1960年に死去した。大鵬は2002年にハルキウを訪問し、それを記念してハルキウでは大鵬幸喜大会が開催されるようになった。

### 文学

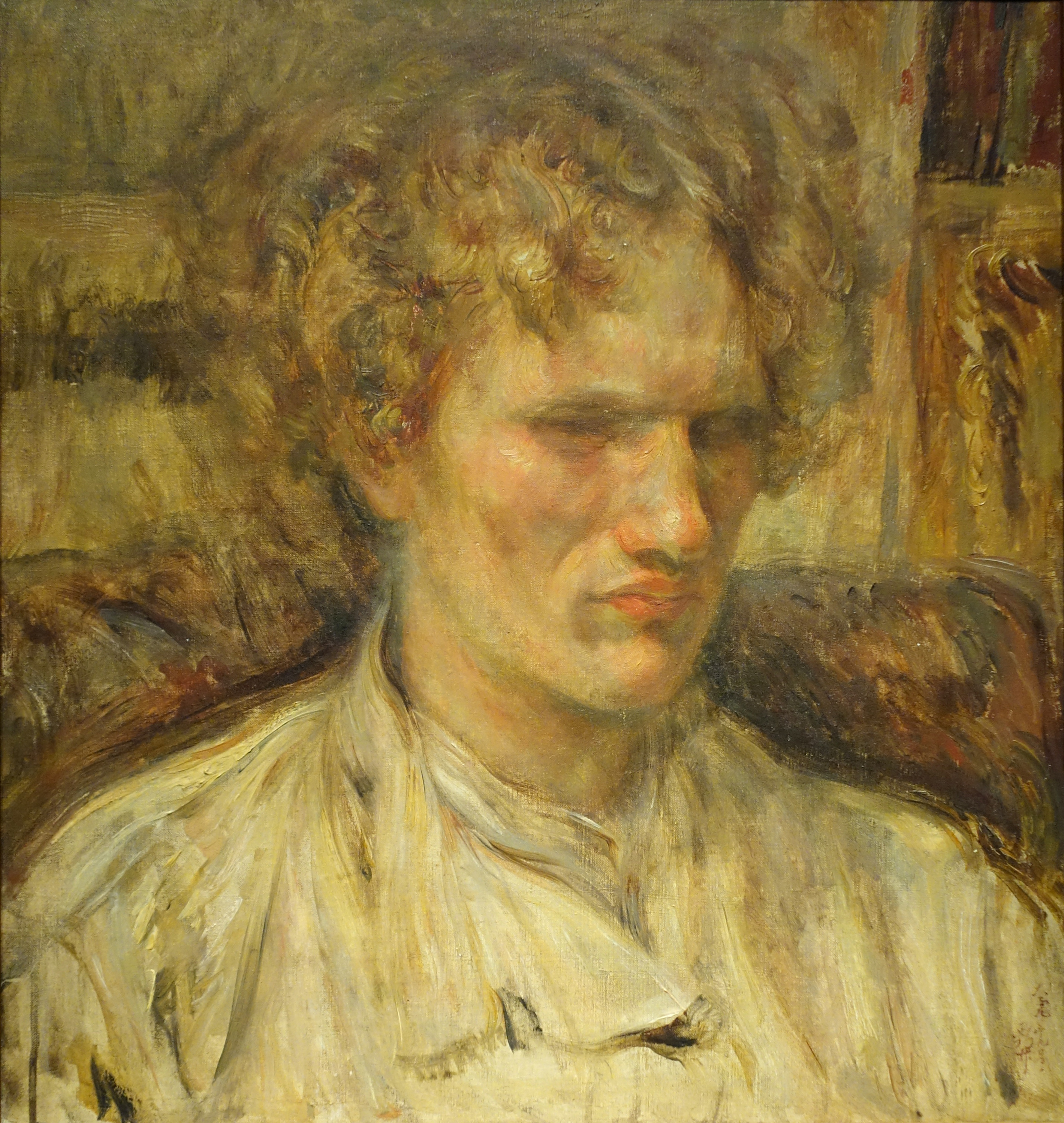
ヴァスィリー・エロシェンコ。日本語で執筆してユニークな童話も発表した。エスペランティストでもあった。肖像画は中村彝画。

ウクライナ出身の作家ヴァスィリー・エロシェンコは、1914年に日本での生活を始めた。日本語やマッサージを学びながら創作活動を行い、中村屋のサロンで秋田雨雀や神近市子らと交流したが、ロシア共産党員であるという誤解を日本政府から受けて国外退去処分となった。エロシェンコは20作以上の童話も日本語で残している。
宮沢賢治はウクライナの農業を理想化し、「曠原淑女」という詩で故郷の農婦をウクライナの舞手にたとえた。詩人の石原吉郎は、第二次大戦時代に捕虜となって8年間の抑留生活を送り、ハバロフスクに強制移住させられていたウクライナの女性から食事を振る舞われた体験を『望郷と海』に書いている。
翻訳では、1959年にタラス・シェフチェンコの詩集『コブザーリ』が日本語に翻訳され、1972年には安部公房、大江健三郎、松尾芭蕉などがウクライナ語に翻訳された。1961年にオレーシ・ゴンチャールは東京での作家会議にソ連作家団の団長として訪日した。ウクライナの亡命作家のネストル・リペツィキーは『遠い島国の歌』（1972年）という日本近代詩をウクライナ語で発表した。
民間交流の関連項目
- 在日ウクライナ人
- 在ウクライナ日本人

## 学術団体

### ウクライナ研究会（国際ウクライナ学会日本支部）

#### 会長
- 初代: 中井和夫
- 第2代: 末澤恵美
- 第3代: 岡部芳彦